# Český lev/Bester Film
Český lev: Bester Film
Gewinner des tschechischen Filmpreises Český lev in der Kategorie Bester Film (nejlepší film). Die Tschechische Filmakademie (České filmové a televizní akademie) vergab den Preis erstmals am 25. Februar 1994 und vergibt ihn seitdem jährlich.

## Preisträger und Nominierungen ab dem Jahr 1993
1993 (Verleihung am 25. Februar 1994)
Šakalí léta – Regie: Jan Hřebejk

1994 (Verleihung am 3. März 1995)
Díky za každé nové ráno – Regie: Milan Šteindler
Anděl milosrdenství – Regie: Miloslav Luther
Die Fahrt (Jízda) – Regie: Jan Svěrák
Faust (Lekce Faust) – Regie: Jan Švankmajer
Die denkwürdigen Abenteuer des Soldaten Iwan Tschonkin (Život a neobyčejná dobrodružství vojáka Ivana Čonkina) – Regie: Jiří Menzel

1995 (Verleihung am 2. März 1996)
Der Garten (Záhrada) – Regie: Martin Šulík
Fany – Regie: Karel Kachyňa
Indianer-Sommer (Indiánské léto) – Regie: Saša Gedeon

1996 (Verleihung am 1. März 1997)
Kolya (Kolja) – Regie: Jan Svěrák
Underground – Regie: Emir Kusturica
Zapomenuté světlo – Regie: Vladimír Michálek

1997 (Verleihung am 28. Februar 1998)
Die Knöpfler (Knoflíkáři) – Regie: Petr Zelenka
Báječná léta pod psa – Regie: Petr Nikolaev
Lea – Regie: Ivan Fíla

1998 (Verleihung am 28. Februar 1999)
Der Bastard muss sterben (Je třeba zabít Sekala) – Regie: Vladimír Michálek
Co chytneš v žitě – Regie: Roman Vávra
Das Bett – Regie: Oskar Reif

1999 (Verleihung am 4. März 2000)
Die Rückkehr des Idioten (Návrat idiota) – Regie: Saša Gedeon
Kuschelnester (Pelíšky) – Regie: Jan Hřebejk
Alle meine Lieben – Regie: Matej Mináč

## Preisträger und Nominierungen ab dem Jahr 2000
2000 (Verleihung am 3. März 2001)
Wir müssen zusammenhalten (Musíme si pomáhat) – Regie: Jan Hřebejk
Kytice – Regie: F. A. Brabec
Einzelgänger (Samotáři) – Regie: David Ondříček

2001 (Verleihung am 2. März 2002)
Otesánek – Regie: Jan Švankmajer
Frühling im Herbst (Babí léto) – Regie: Vladimír Michálek
Dark Blue World (Tmavomodrý svět) – Regie: Jan Svěrák

2002 (Verleihung am 1. März 2003)
Das Jahr des Teufels (Rok ďábla) – Regie: Petr Zelenka
Rotzbengel (Smradi) – Regie: Zdeněk Tyc
Familienausflug mit kleinen Geheimnissen (Výlet) – Regie: Alice Nellis

2003 (Verleihung am 3. März 2004)
Sex in Brno (Nuda v Brně) – Regie: Vladimír Morávek
Pupendo – Regie: Jan Hřebejk
Želary – Regie: Ondřej Trojan

2004 (Verleihung am 5. März 2005)
Horem pádem – Regie: Jan Hřebejk
König der Diebe – Regie: Ivan Fíla
Unsere Champions (Mistři) – Regie: Marek Najbrt

2005 (Verleihung am 25. Februar 2006)
Die Jahreszeit des Glücks (Štěstí) – Regie: Bohdan Sláma
Příběhy obyčejného šílenství – Regie: Petr Zelenka
Sluneční stát aneb hrdinové dělnické třídy – Regie: Martin Šulík

2006 (Verleihung am 3. März 2007)
Ich habe den englischen König bedient (Obsluhoval jsem anglického krále) – Regie: Jiří Menzel
Grandhotel – Regie: David Ondříček
Kráska v nesnázích – Regie: Jan Hřebejk

2007 (Verleihung am 1. März 2008)
Tajnosti – Regie: Alice Nellis
Leergut (Vratné lahve) – Regie: Jan Svěrák
Václav – Regie: Jiří Vejdělek

2008 (Verleihung am 7. März 2009)
Die Karamazows (Karamazovi) – Regie: Petr Zelenka
Tobruk – Regie: Václav Marhoul
Der Dorflehrer (Venkovský učitel) – Regie: Bohdan Sláma

2009 (Verleihung am 6. März 2010)
Protektor – Regie: Marek Najbrt
Kawasakiho ruze – Regie: Jan Hřebejk
3 Seasons in Hell (3 sezóny v pekle) – Regie: Tomáš Mašín

## Preisträger und Nominierungen ab dem Jahr 2010
2010 (Verleihung am 5. März 2011)
Pouta – Regie: Radim Špaček
Největší z Čechů – Regie: Robert Sedláček
Občanský průkaz – Regie: Ondřej Trojan
Habermanns Mühle (Habermannův mlýn) – Regie: Juraj Herz
Kooky (Kuky se vrací) – Regie: Jan Svěrák

2011 (Verleihung am 3. März 2012)
Poupata – Regie: Zdeněk Jiráský
Odcházení – Regie: Václav Havel
Nevinnost – Regie: Jan Hřebejk
Rodina je základ státu – Regie: Robert Sedláček
Alois Nebel – Regie: Tomáš Luňák

2012 (Verleihung am 2. März 2013)
Ve stínu – Regie: David Ondříček
Čtyři slunce – Regie: Bohdan Sláma
Odpad město smrt – Regie: Jan Hřebejk
Okresní přebor - Poslední zápas Pepika Hnátka – Regie: Jan Prušinovský
Polski film – Regie: Marek Najbrt

2013 (Verleihung am 22. Februar 2014)
Hořící keř – Regie: Agnieszka Holland
Jako nikdy – Regie: Zdeněk Tyc
Klauni – Regie: Viktor Tauš
Revival – Regie: Alice Nellis
Rozkoš – Regie: Jitka Rudolfová

2014 (Verleihung am 21. Februar 2015)
Cesta ven – Regie: Petr Václav
Díra u Hanušovic – Regie: Miroslav Krobot
Fair Play – Regie: Andrea Sedláčková
Pojedeme k moři – Regie: Jiří Mádl
Tři bratři – Regie: Jan Svěrák

2015 (Verleihung am 5. März 2016)
Kobry a užovky – Regie: Jan Prušinovský
Domácí péče – Regie: Slávek Horák
Der Fotograf (Fotograf) – Regie: Irena Pavlásková
Schmitke – Regie: Štěpán Altrichter
Ztraceni v Mnichově – Regie: Petr Zelenka

2016 (Verleihung am 4. März 2017)
Masaryk – Regie: Julius Ševčík
Operation Anthropoid – Regie: Sean Ellis
I, Olga (Já, Olga Hepnarová) – Regie: Tomáš Weinreb, Petr Kazda
Rodinný film – Regie: Olmo Omerzu
Učitelka – Regie: Jan Hřebejk

2017 (Verleihung am 10. März 2018)
Bába z ledu – Regie: Bohdan Sláma
Kvarteto – Regie: Miroslav Krobot
Milada – Regie: David Mrnka
Po strništi bos – Regie: Jan Svěrák
Špína – Regie: Tereza Nvotová

2018 (Verleihung am 23. März 2019)
Winter Flies (Všechno bude) – Regie: Olmo Omerzu
Jan Palach – Regie: Robert Sedláček
Dolmetscher (Tlumočník) – Regie: Martin Šulík
Toman – Regie: Ondřej Trojan
Golden Sting (Zlatý podraz) – Regie: Radim Špaček

2019 (Verleihung am 7. März 2020)
The Painted Bird (Nabarvené ptáče) – Regie: Václav Marhoul
Na střeše – Regie: Jiří Mádl
Staříci – Regie: Martin Dušek
Staříci – Regie: Ondřej Provazník
Tiché doteky – Regie: Michal Hogenauer
Vlastníci – Regie: Jiří Havelka

## Preisträger und Nominierungen ab dem Jahr 2020
2020 (Verleihung am 6. März 2021)
Charlatan (Šarlatán) – Regie Agnieszka Holland
Havel – Regie: Slávek Horák
Krajina ve stínu – Regie: Bohdan Sláma
Modelář – Regie: Petr Zelenka
Žáby bez jazyka – Regie: Mira Fornay

2021 (Verleihung am 16. März 2022)
Zátopek (Zátopek) – Regie David Ondříček
Atlas ptáků – Regie: Olmo Omerzu
Chyby – Regie: Jan Prušinovský
Muž se zaječíma ušima – Regie: Martin Šulík
Okupace – Regie: Michal Nohejl

2022 (Verleihung am 4. März 2023)
Il Boemo – Regie: Petr Václav
Arvéd – Regie: Vojtěch Mašek
BANGER. – Regie: Adam Sedlák
Světlonoc – Regie: Tereza Nvotová
Victim (Obet) – Regie: Michal Blaško

2023 (Verleihung am 9. März 2024)
Bratři – Regie: Tomáš Mašín
Němá tajemství – Regie: Tomáš Mašín
Přišla v noci – Regie: Tomáš Pavlíček, Jan Vejnar
Tancuj Matyldo – Regie: Petr Slavík
Úsvit – Regie: Matěj Chlupáček